# 安井理民
安井 理民（やすい はるたみ、安政6年3月3日（1859年4月5日） - 明治27年（1894年）2月16日）は、上総国（現在の千葉県）の成東下町（現・山武市）の人物。総武本線の前身である総武鉄道設立に尽力したことで知られる。

## 生涯

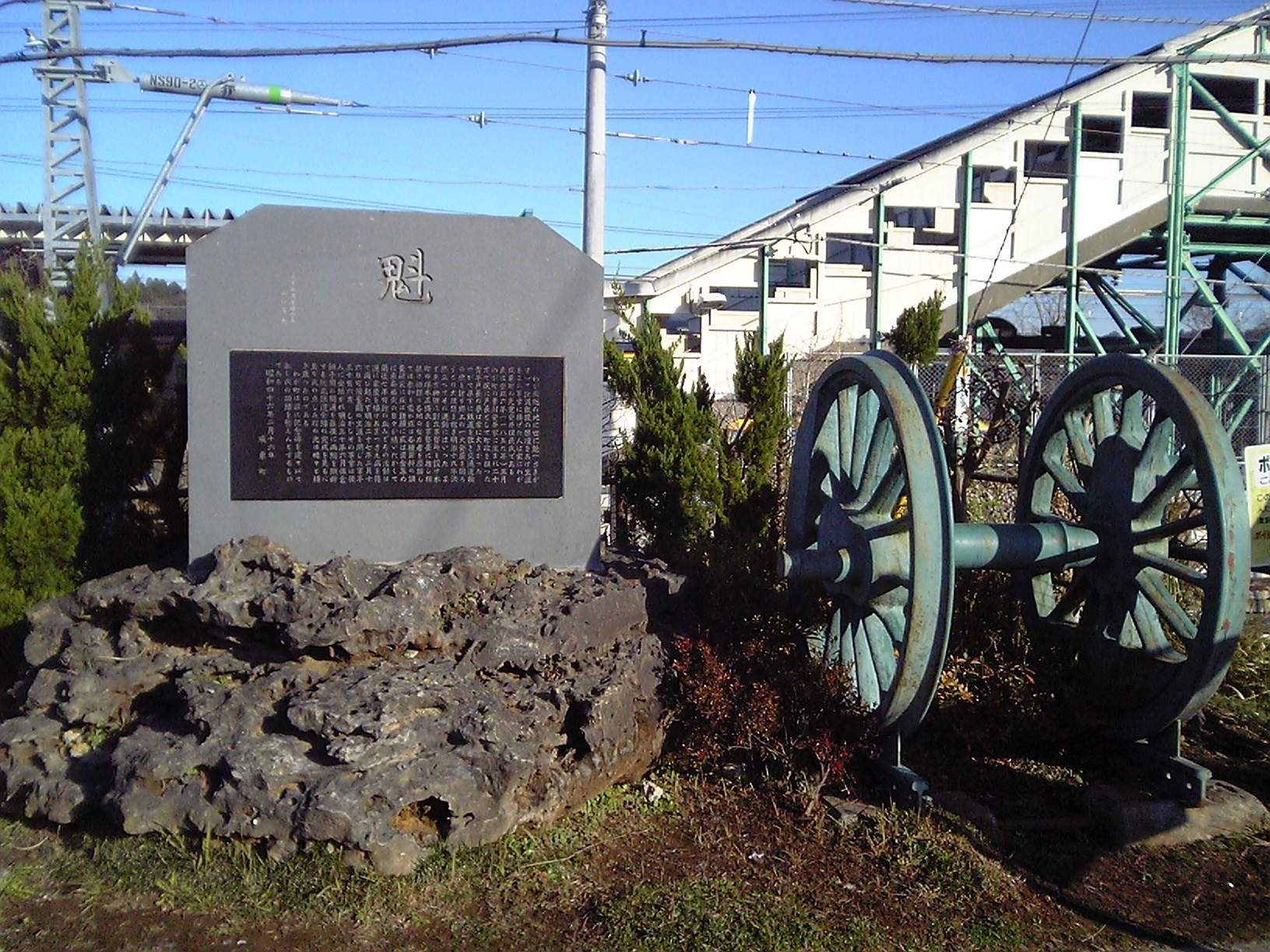
安井の功績を称える「魁の碑」（成東駅前）

結城藩の休泊所（中宿）を営む安井家に生まれ、半蔵（はんぞう）と名付けられる。
1878年（明治11年）に20歳にして戸長となり、自らの屋敷を役場として政務を行う。

### 鉄道創設
1886年（明治19年）に27歳にして鉄道計画に着手、150有余名の株主を募って総州鉄道を設立した。このとき名を理民に改める。
東京神田に総州鉄道創立事務所を設けて鉄道創設に尽力したものの、利根運河を優先する当時の千葉県知事 船越衛の反対にあった。鉄道計画を却下されて総州鉄道は解散し、1889年には同じく鉄道敷設をめざしていた武総鉄道も解散に追い込まれた。両社の関係者は複数の会社の競合による却下を避けるべく、今度は合同して総武鉄道を設立した。しかし、安井は資金を使い果たし、病に倒れ、1894年2月に死去した。享年36。
1894年（明治27年）7月20日、安井の死の5か月後に、千葉県下で初となる鉄道が市川 - 佐倉間で運行を開始する。更に1897年（明治30年）5月1日に佐倉と成東間が、同年6月1日に成東と銚子間がそれぞれ開通した。
1907年（明治40年）、総武鉄道は鉄道国有法により買収・国有化され、官設鉄道の総武本線となった。安井の遺志は総武本線として、現在に残る。成東駅には安井の功績を称える碑が残されている。